# روزی روزگاری در بمبئی
روزی روزگاری در بمبئی (انگلیسی: Once Upon a Time in Mumbaai) فیلمی‌است در ژانر جنایی و گانگستری به کارگردانی میلان لوتریا و محصول ۲۰۱۰ که در مورد زندگی دو خلاف کار مشهور بین‌المللی هندی، حاجی مستان و داوود ابراهیم است.
دنباله این فیلم روزی روزگاری در بمبئی دوباره! نام دارد و در سال ۲۰۱۵ اکران شد.